# Crucifix de Mathilde
Le crucifix de Mathilde est une croix de procession conservée au trésor de la cathédrale d'Essen qui date du Xe siècle. Il porte le nom de Mathilde II, abbesse d'Essen, sœur du duc Otton Ier de Souabe, qui sont tous les deux représentés au pied de la Croix sur une plaque d'émail. Mathilde et Otton était les petits-enfants de l'empereur Otton le Grand et les neveux d'Otton II. Ce crucifix est un chef-d'œuvre de la Renaissance ottonienne.

## Historique
L'inventaire de l'abbaye d'Essen du 12 juillet 1627 (Inventarium reliquarium Essendiensium) mentionne pour la première fois ce crucifix, en évoquant deux crucifix ornés de nombreuses pierres précieuses et d'or, ce qui ne permet pas de le différencier parmi les quatre croix décrites du trésor de l'abbaye. Dans le Liber ordinarius qui recense les trésors utilisés pour la liturgie, il est fait mention de croix sans entrer dans les détails. Il est donc admis que ce crucifix a été en possession de l'abbaye sans interruption, jusqu'à sa sécularisation en 1802, lorsque les religieuses ont été dispersées et que les biens de l'abbaye ont été confisqués.
L'abbesse a pris la fuite pendant la guerre de Trente Ans et a mis en sécurité le trésor de l'abbaye à Cologne, puis il y est retourné. De même, lorsque les révolutionnaires français ont occupé la ville en 1794, le trésor a été évacué à Steele, maison fondée par l'abbesse Françoise-Christine de Palatinat-Sulzbach.
Après la sécularisation, la paroisse Saint-Jean-Baptiste (de) hérite de l'inventaire. Pendant l'insurrection de la Ruhr en 1920, le trésor est secrètement transféré à Hildesheim et retourne à Essen en 1925.
Pendant la Seconde Guerre mondiale, le trésor est évacué à Warstein, puis à l'Albrechtsburg de Meissen et enfin placé dans un bunker à Siegen. C'est là qu'il est découvert par les troupes américaines en 1945 et envoyé au musée de Marbourg, puis au château de Dyck près de Rheydt. Le trésor d'Essen est montré en exposition à Bruxelles et à Amsterdam d'avril à octobre 1949, puis retourne enfin à Essen. Lorsque le diocèse d'Essen est érigé en 1957, le trésor lui est affecté en 1958 et se trouve au trésor de la cathédrale d'Essen.

## Description

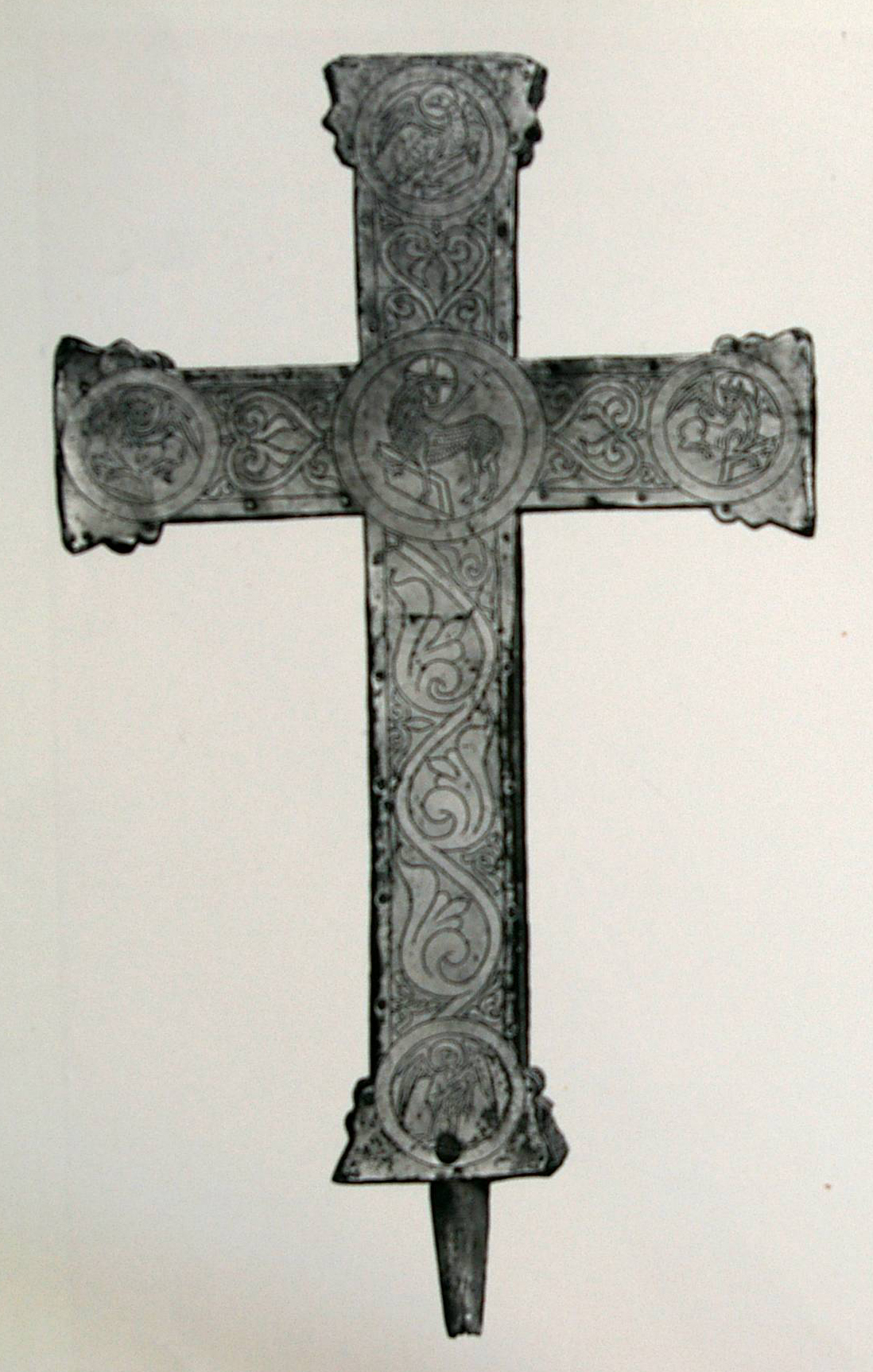
Dos du crucifix de Mathilde

Le crucifix mesure 44,5 cm de hauteur et 29,5 cm de largeur. Il est fait de bois de chêne et se présente sous la forme d'une croix latine dont les bras sont élargis au bout, de façon inhabituelle, de manière trapézoïdale dans le style d'un chapiteau de colonne, ce qui le fait ressembler à la croix de Lothaire d'Aix-la-Chapelle, réalisée en 984.
La face du crucifix est recouverte de feuille d'or et bordée de filigrane d'or orné de pierres précieuses séparées les unes des autres par deux perles côte à côte. Une fine ligne de bordure est également dessinée par des perles.
Les pierres se répondent de chaque côté ce qui donne un aspect clair et lisible à ce crucifix.

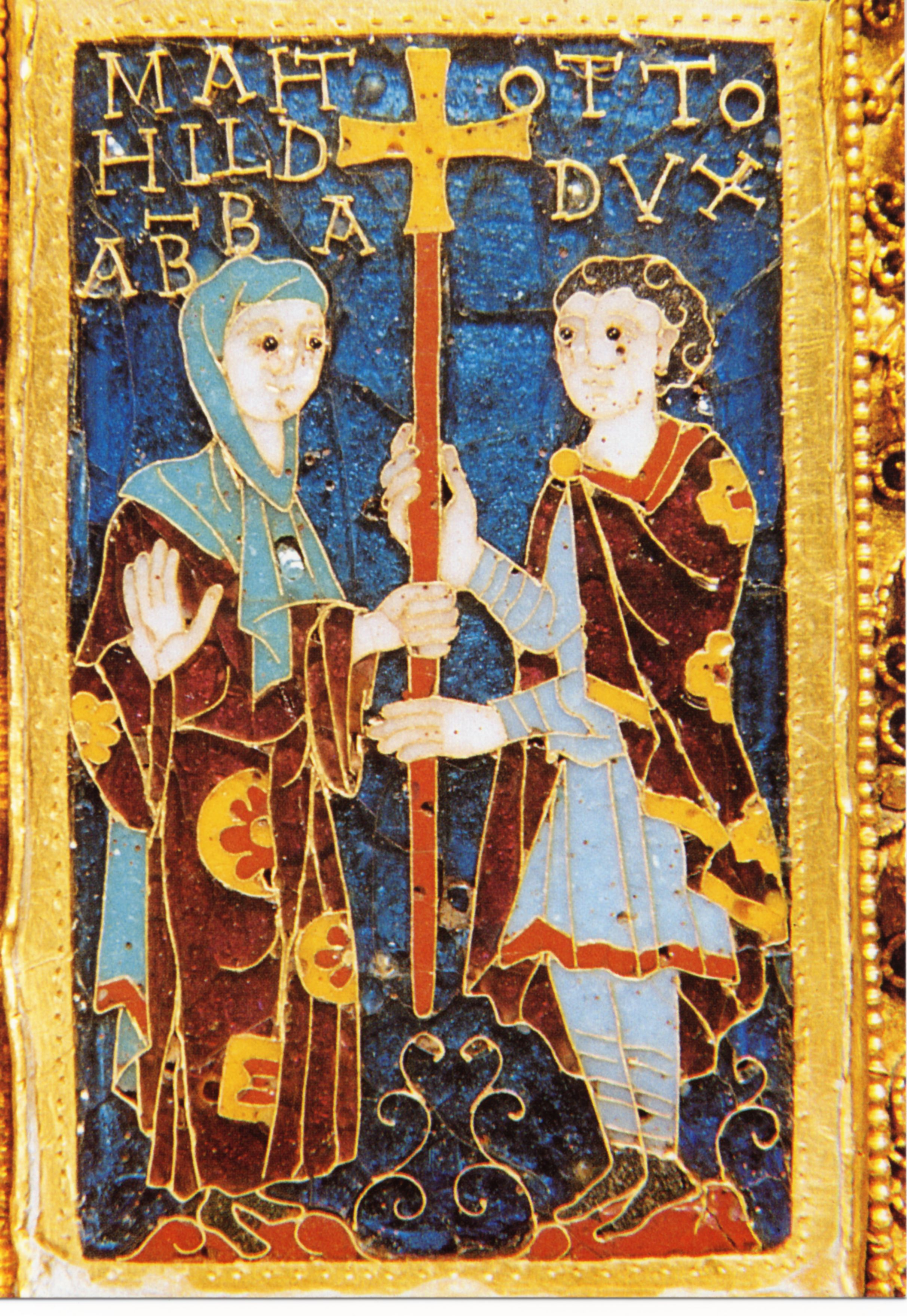
Plaque d'émail représentant Mathilde et Otton

Au pied de la croix, on remarque une plaque d'émail représentant Mathilde et son frère avec l'inscription Mathild Abba et Otto Dux. Les deux personnages tiennent la même croix de procession, sans doute celle dont ils sont les fondateurs.
La figure du Christ crucifié est de feuille d'or et ressemble à la croix de Gero dans son asymétrie, ce qui pourrait indiquer que le Crucifix de Mathilde a été réalisé à Cologne. Il est possible également que le crucifix ait été travaillé à Trèves, car la plaque d'émail ressemble à celles produites par l'atelier d'Egbert (comme pour la férule pétrinienne). L'auréole du Crucifié est décorée de trois pierres précieuses, soulignant l'inclinaison de la tête. Sous les pieds du Christ et le suppendaneum, on remarque la représentation d'un serpent en cercle, faisant allusion à l'idole du serpent du Livre des Nombres, ou bien au basilic des Psaumes (90, 13) dont le Christ Sauveur est ainsi le vainqueur dans les deux cas. Au-dessus de la tête du Christ, trois plaques d'émail superposées horizontalement contiennent les inscriptions /IHC NA/ ZARENVS/ REX IVDEOR/ pour Jésus de Nazareth roi des juifs.
Le côté arrière du crucifix est doré et plus simple, décoré de feuilles de cuivre doré. Les Évangélistes (par le biais de leurs symboles) sont figurés aux extrémités des poutres croisées et au milieu figure l'Agneau de Dieu. Ces images sont reliées par un arbre de vie.

## Source
- (de) Cet article est partiellement ou en totalité issu de l’article de Wikipédia en allemand intitulé « Otto-Mathilden-Kreuz » (voir la liste des auteurs).